# 巴盧 (澳洲月神)
在卡米拉瑞族神话中，巴盧是代表月亮的男性灵魂。巴卢最著名的故事是关于死亡起源的故事。

## 神话
巴盧与達恩斯
在最著名的神话中代表人类的死亡和蛇与人之间的仇恨，类似犹太基督教的伊甸园故事。在此神话中，巴卢在夜晚带着蛇（称它们为“狗”）出去散步。随后遇见一群人并请求他们帮忙把蛇带过河。但他们害怕而拒绝，于是他亲自动手，让两条蛇缠绕在每只手臂上，一条蛇缠绕在脖子上。他将一块树皮扔到水面上漂浮，然后又扔一块石头沉入水中。他宣称自己就像树皮，总能再次浮出水面，但人在死后会像石头一样沉入水底。一向惧怕蛇的人现在对它们恨之入骨，并且无论何时看到蛇都会将其杀死。巴卢总是派遣更多的蛇来提醒人们没有按照他的要求去做。 
巴盧和瓦恩
某个土著传说讲述巴卢曾是一个聪明人，与乌鸦瓦恩和捕蝇蜥蜴布马亚马亚尔（Buumayamayal）一起创造世界的婴儿。某天，瓦恩除了要制造新的婴儿外， 还要求巴卢将死者复活。巴卢拒绝了这个请求，让瓦恩非常生气。在看到一棵大胶树，瓦恩要求巴卢爬上树觅食。随后他对胶树呼吸，使它长到天空。这也解释巴卢停留的地方（月亮）为何天空中运行。
巴盧和伊希
在巴卢旅行期间，太阳伊希追求巴卢，但他拒绝她的追求。在神话中也说明为何太阳在天空中追逐月亮。伊希威胁那些支撑天空的神灵不许让巴卢逃走否则将让世界陷入黑暗。 
然而在卡米拉瑞族神话中，有时可以看到巴卢在地球上行走。为此，他伪装成天空中的鴯鶓来欺骗神灵并返回地球，重新担任创造女婴的职责。